# 2003 UY413
2003 UY413, também escrito como 2003 UY413, é um objeto transnetuniano (TNO) que está localizado no cinturão de Kuiper, uma região do Sistema Solar. O mesmo possui uma magnitude absoluta de 6,0 e tem um diâmetro com cerca de 278 km. O astrônomo Mike Brown lista este corpo celeste em sua página na internet como um candidato a possível planeta anão.

## Descoberta
2003 UY413 foi descoberto no dia 19 de outubro de 2003.

## Órbita
A órbita de 2003 UY413 tem uma excentricidade de 0,207 e possui um semieixo maior de 47,106 UA. O seu periélio leva o mesmo a uma distância de 56,842 UA em relação ao Sol e seu afélio a 37,370 UA.